# Islas Feni

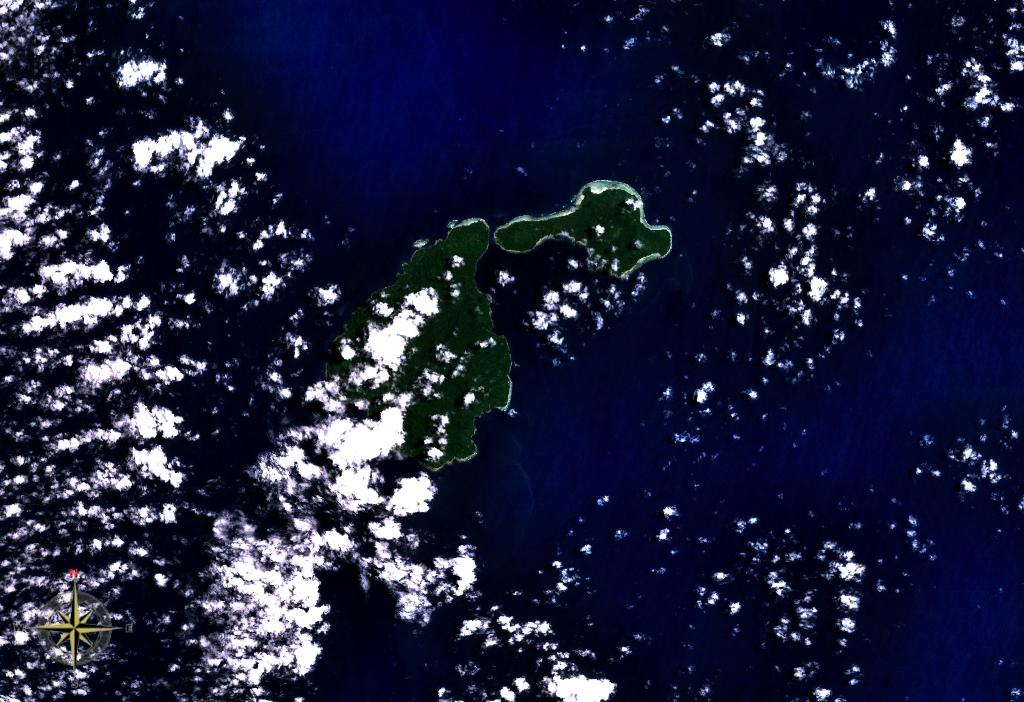
Islas Feni vistas desde el espacio. Ambitle (más grande) y Isla Babase (más pequeña).

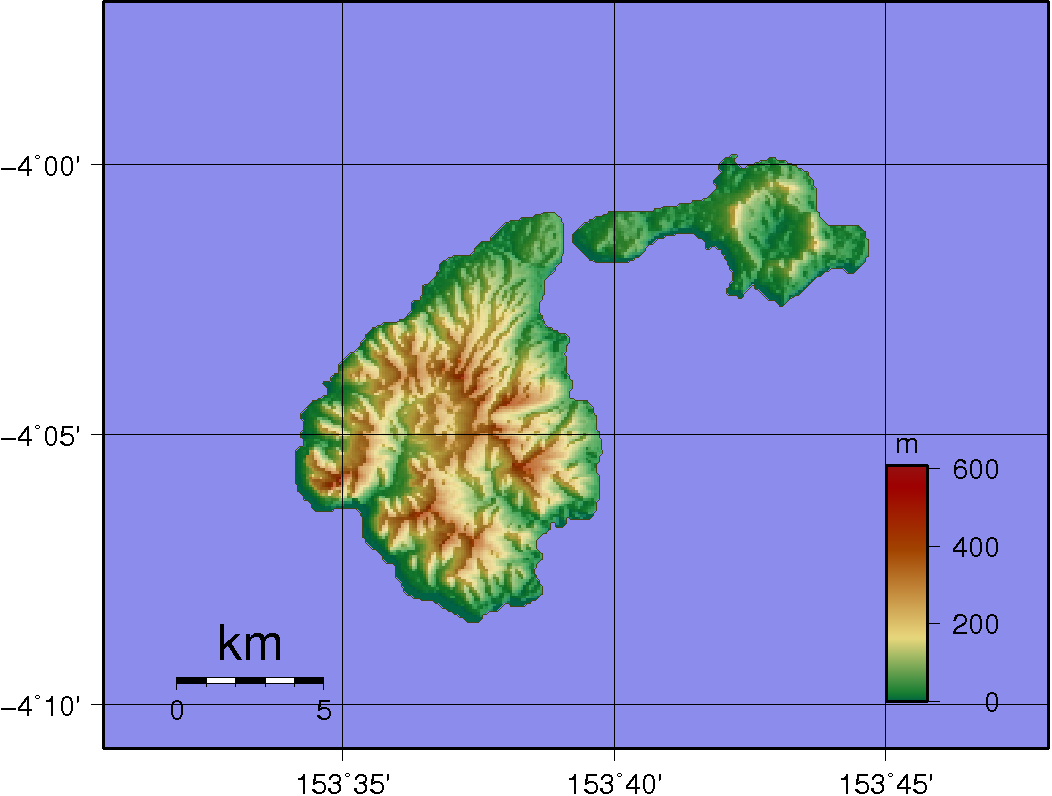
Mapa Topográfico de las islas Feni

Las Islas Feni son un grupo de islas en Papua Nueva Guinea, ubicadas al este de Nueva Irlanda, en 4°4′20.35″S 153°37′57.03″E / -4.0723194, 153.6325083. Es parte del Archipiélago de Bismarck. La isla más grande del grupo es Ambitle, la otra isla es Isla Babase.